# Wyoming (Delaware)
Wyoming je gradić u američkoj saveznoj državi Delaver. Prema popisu stanovništva iz 2010. u njemu je živjelo 1.313 stanovnika.